# Tiesa
Tiesa (рус. «Тиеса», с лит. — «Правда») — общественно-политическая ежедневная коммунистическая газета на литовском языке, выходившая в 1917—1994 годах. С тем же названием выходила ежемесячная газета на литовском языке в Филадельфии (1926—1934), газета Общества литовских рабочих в США, выходившая в Нью-Йорке (1930—1982) и Мидлтауне, штат Нью-Йорк (с 1982 года), ежемесячный католический журнал в Буэнос-Айресе (1934—1936), газета на литовском и испанском языках в Монтевидео (1939).

## История
Газета «Теса» выходила с 12 апреля 1917 года в Петрограде как орган литовского районного комитета петроградской организации РСДРП(б), с октября того же года — как орган литовской секции Центрального бюро РСДРП(б). С 18 апреля до 17 декабря 1918 года выходила в Москве, будучи органом литовской секции Центрального бюро РКП(б) и литовских секций петроградской и московской партийных организаций. До 12 декабря 1918 года вышел 91 номер.
16 марта — 13 апреля 1919 года выходила в Вильнюсе как массовая газета ЦК Коммунистической партии Литвы и Белоруссии (КП(б) ЛиБ). 19 апреля 1919 года с приходом в город польских войск выход газет прекратился. С сентября 1919 года до июня 1920 года газета выходила в Расейняй, затем печаталась в Каунасе и Кёнигсберге как орган Центрального бюро КП(б) ЛиБ, Центрального бюро КПЛ, ЦК КПЛ. В 1923 и 1931—1933 годах не выходила. В июле 1924 — январе 1926 года выходила в Смоленске, с марта 1926 года до 1940 года печаталась в Каунасе (в подполье вышло 157 номеров).
16—25 июня 1940 года выходила легально в Каунасе под названием „Liaudies balsas“, 26 июня 1940 года начала выходить как ежедневная газета „Tiesa“, орган ЦК КПЛ (12 декабря 1940 — 22 июня 1941 года и как орган Каунасского городского комитета КПЛ). С 1 февраля 1942 по июль 1944 года выходила в Москве (вышло 85 номеров). С 9 августа 1944 года ежедневная газета выходила в Вильнюсе, сначала как орган ЦК Коммунистической партии (большевиков) Литвы, 27 сентября 1944 года — 26 августа 1945 года и как орган Вильнюсского городского комитета ЛКП(б). С августа 1945 года до февраля 1990 года была органом ЦК ЛКП, Верховного Совета Литовской ССР и Совета Министров Литовской ССР.
В 1990 году газета была реформирована. С учреждением Демократической партии труда Литвы (ДПТЛ) учредителем и издателем стал Совет ДПТЛ. С 1992 года газета выпускалась ЗАО „Tiesa“. С 1 июля 1994 года вместо газеты «Теса» стала выходить ежедневная газета «Дена» („Diena“, «День»), прекратившаяся в конце 1996 года.

## Тираж
Тираж газеты в 1917 году составлял 3000 экземпляров, в 1927 году — 1500, в 1941 году — 40 000, в 1955 году — 200 000, в 1970 году — 258 000, в 1980 году — 276 000, в 1987 году — 311 000, в 1990 году — 241 000, в 1994 году — 50 000 экземпляров.

## Редакторы и сотрудники
Главными редакторами газеты были Владас Пожела  (1917), Зигмас Ангаретис (1917—1918, 1924—1926), Винцас Капсукас (1918—1919), Каролис Пожела (1919—1922, 1926), Антанас Снечкус (1927—1929, 1936—1939), Игнас Гашка (1930), Айзикас Лифшицас (1934), Ицикас Мяскупас (1934—1935), Юозас Гарялис (1935—1936), Антанас Петраускас  (1940), Владас Нюнка (1940, 1943—1944), Генрикас Зиманас (1940—1942, 1945—1970), Йонас Шимкус (1942), Ромас Шармайтис (1944—1945), Альбертас Лауринчюкас (1971—1987), Миндаугас Барисас (1987—1990) и Домас Шнюкас  (1990—1994).
Среди работников редакции были Милда Аугулите, Йонас Авижюс, Зенонас Балтушникас, Юра-Мария Баужите, Стасис Бистрикас, Сигитас Бледа, Юозас Булота, Йонас Каросас, Стасис Кашаускас, Вилюс Каваляускас, Вилаутас Казакевичюс, Гинтаутас Кнюкшта, Владас Клявинскас (Vladas Klevinskas), Сигитас Кривицкас, Ханонас Левинас (Chanonas Levinas), Линас Антанас Линкявичюс, Альгирдас Лукаускас, Витаутас Йонас Лукошевичюс, Юозас Мацявичюс, Чесловас Юршенас, Люне Янушите и другие.